# Volcán Petacas

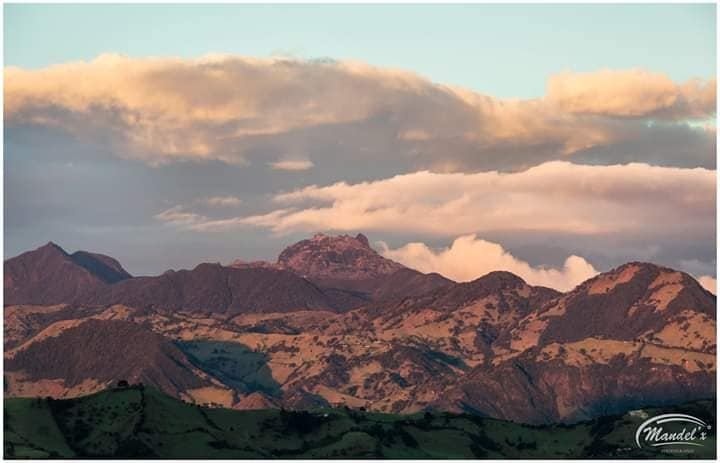

El Petacas  (o Cerro de Las Petacas) es un volcán ubicado en la cordillera central andina colombiano, entre los departamentos de Cauca y Nariño al sur del país. El domo de lava de 4054 metros de altura se encuentra al noreste del volcán Doña Juana. En las laderas hay varios conos de ceniza de aspecto joven, si bien la edad de la última erupción es desconocida.